# Conglomerado mediático

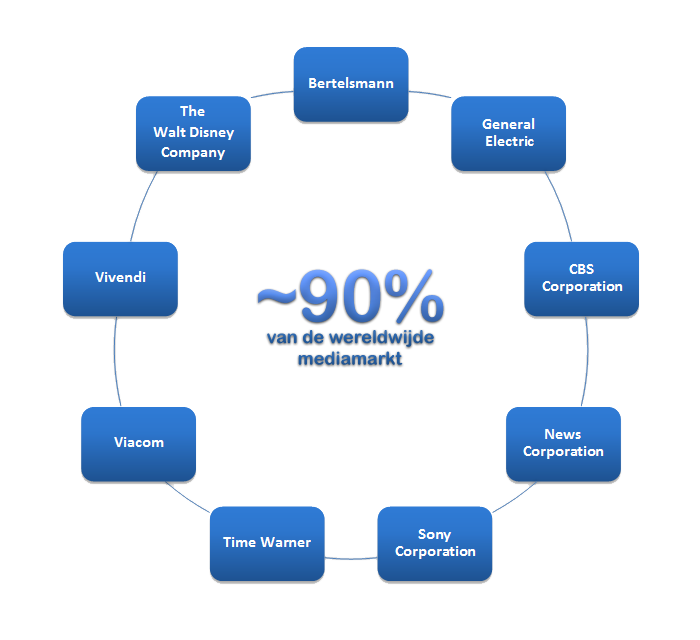
Los conglomerados que ostentan el control de la mayoría de medios de comunicación.

Conglomerado mediático, grupo mediático o grupo de comunicación es un conglomerado empresarial que posee entre su grupo de empresas varios medios de comunicación, especialmente cuando se diversifica en medios escritos (periódicos, revistas y otros productos editoriales), medios audiovisuales tradicionales (cadenas de televisión y radio, productoras cinematográficas) y las más recientes formas de telecomunicación (especialmente Internet).
The Walt Disney Company es, en la actualidad, el grupo de comunicación líder en el mundo; seguido de Warner Bros. Discovery, Comcast, Paramount Global y Fox Corporation, anteriormente 21st Century Fox era el cuarto conglomerado hasta la compra de Disney efectuada en 2019. Otros conglomerados industriales de mayor tamaño pueden tener incluso más presencia en el sector audiovisual, pero al mantener la parte principal de su negocio en otros sectores económicos, no se les consideran grupos mediáticos principalmente, como es el caso de Sony o de General Electric y AT&T.

## Función y organización
Vehículos de derechos y libertades básicos como la libertad de expresión y la libertad de imprenta, los fines de uso de los medios de comunicación de masas son el entretenimiento, la difusión de la información y la formación de la opinión pública ("formar, informar y entretener"). Los medios (media) tienen cada vez un mayor alcance debido al acceso generalizado a las tecnologías de la información y la comunicación (TIC), lo que les ha obligado a adaptarse a los cambios sociales y de estilos de vida a una escala global. La mayor parte de la población mundial ya tiene acceso a las redes sociales y a la mayoría de los medios de comunicación. Según un estudio realizado por la UNESCO en 2007, más del 75% de los hogares del mundo tenían una radio (incluso en países de bajo desarrollo como Zimbabue o Sierra Leona el porcentaje se encontraba alrededor del 55%). Los hogares que disponen de un receptor de televisión son el 79% (1400 millones en 2012), con una notable diferencia entre los países desarrollados (donde "virtualmente todos" disponen) y los países en desarrollo (69%). La penetración de la televisión digital había llegado por esas fechas al 51% de los hogares (81% en los pasíes desarrollados y 42% en los países en desarrollo). El porcentaje de la población mundial que ha accedido a la telefonía móvil se calcula por diversos estudios entre el 73 y el 95%; aunque sólo el 28% tiene posibilidad acceder a los servicios de datos. Según distintas fuentes, entre el 38 % y el 43,3% de la población mundial (3000 o 3200 millones de personas en 2015) se había conectado alguna vez a Internet, con gran diferencia entre países desarrollados (68% -65,4% en Europa, 84,4% en Estados Unidos-) y en vías de desarrollo (22% -13,7% en el Sureste de Asia, 16,9% en el África subsahariana-). En cuanto a hogares con acceso a Internet, son el 46% (81,3% en los países desarrollados, el 34,1% en los países de desarrollo intermedio y el 6,7% en los 48 países menos desarrollados).
Organizativamente, un grupo de comunicación es una gran empresa con presencia en el sector mediático que subdivide sus negocios intentando así que aparentemente no se conciba ninguna relación entre ellos.
La tendencia ha sido la concentración empresarial en grandes conglomerados que controlan tanto la emisión en toda clase de soportes (productos editoriales, prensa escrita -publicación periódica-, radio y televisión -radiodifusión-, cine -distribución cinematográfica-, internet -distribución digital-) como la producción de toda clase de contenidos (donde cada vez es más evidente la poca diferencia entre los distintos géneros y formatos de "ficción" -películas, series de televisión, best-sellers- y "no ficción" -informativos, reality shows, concursos, documentales, publicidad, propaganda-).
El sector de los medios de comunicación se está consolidando cada vez más en el actual sistema económico y las empresas anteriormente diversificadas ya no aparecen con tanta asiduidad.
La expresión inglesa mass self-communication se refiere a la comunicación masiva no de los tradicionales medios de comunicación de masas de los siglos XIX y XX, sino a un nuevo tipo de grandes empresas globalizadas y descentralizadas. Según Manuel Castells, establecen una relación horizontal "muchos-muchos" y los principales ejemplos son las redes sociales (Facebook, Twitter, LinkedIn y YouTube).

## Críticas: manipulación
Los críticos han acusado a los grupos mediáticos de controlar los contenidos en función de sus intereses (por ejemplo, favorecer a sus amigos y desacreditar a sus enemigos -tanto en la esfera económica como política-). También se les acusa de potenciar la estandarización de la cultura, tendencia favorecida por la globalización. La "teoría del establecimiento periodístico de temas" (agenda-setting theory) propone que los medios influyen en el público principalmente a través de la relevancia o el espacio informativo que destinan a unos u otros temas.

No hay guerra en Cuba. Firmado: Wheeler.
Querido Wheeler. Usted envíe poemas. Yo pondré la guerra. Firmado: Hearst.
Contexto previo a la guerra hispano-estadounidense de 1898. En otras versiones, en vez de "poemas" se habla de "ilustraciones", de "dibujos" o de "fotografías".

Big Brother is watching you ("el Gran Hermano [sic] te vigila")
George Orwell, 1984 (1948).

The medium is the message ("el medio es el mensaje")
Marshall McLuhan, Understanding Media: The Extensions of Man (1964).

Desde que se inventó la imprenta, la libertad de prensa es la voluntad del dueño de la imprenta.
Rafael Correa (2013).

## Principales grupos de comunicación
Por continentes y países (hay que advertir que, por su propia naturaleza, independientemente del lugar donde tengan su sede o su origen, muchos son multinacionales; y que, independientemente de su vinculación a alguna familia o mogul, su estructura de la propiedad es muy compleja, existiendo una intrincada red de participaciones cruzadas, alianzas y enfrentamientos que producen un panorama cambiante y difícil de seguir):

### América
- Estadounidenses: Existen corporaciones públicas de radio y televisión (NPR y Public Broadcasting Service); pero la audiencia mayoritaria es de los grupos privados (los llamados big six -"seis grandes"-, que en el siglo XXI controlan el 90% de los medios, porcentaje que a finales del siglo XX se repartía entre medio centenar de grupos).[14] Las cabeceras periodísticas más "prestigiosas" hacen gala de su independencia por no pertenecer a ningún conglomerado mediático (Washington Post -actualmente propiedad de Jeff Bezos-) o encabezarlo ellas mismas (The New York Times -The New York Times Company-). Una de las principales agencias informativas, Associated Press, tiene un sistema cooperativo de propiedad.
  - Disney (incluye American Broadcasting Company -ABC-, Marvel, Lucasfilm, Disney Channel, Disney Junior, ESPN, 20th Century Fox, etc.)
  - Comcast (vinculada a la familia Roberts; posee entre otros NBC y Sky -antes controlado por General Electric-, Telemundo, DreamWorks y Universal Pictures)
  - AT&T (vinculada a DirecTV y Warner Bros. Discovery, posee Warner Bros., DC Entertainment, CNN, Cartoon Network, HBO, etc.)
  - National Amusements (posee Paramount Global -que a su vez posee Paramount Pictures, MTV, Nickelodeon, etc.-); vinculado a la familia Redstone.
  - Otros:
    - Gannet (USA Today, The Arizona Republic)
    - Hearst (Houston Chronicle, San Francisco Chronicle -Chronicle Publishing Company-, Harper's Bazaar, Cosmopolitan, Esquire, Marie Claire, ELLE)
    - Tribune Media (Chicago Tribune, Los Angeles Times, Orlando Sentinel, The Baltimore Sun)
    - Liberty Media (controlado por John C. Malone).
    - Charter Communications (desde 2016 incluye Time Warner Cable y Bright House Networks.
    - E. W. Scripps Company
    - McClatchy (incluye Knight Ridder), vinculado a la familia McClatchy.
    - Bloomberg L.P., vinculado a Michael Bloomberg
    - Thomson Reuters (estadounidense-canadiense, vinculado a la familia Thomson: agencia Reuters, The Globe and Mail)
    - Advance Publications (The New Yorker, Vogue, Vanity Fair, Wired, Condé Nast Publications, American City Business Journals; está vinculado a la familia Newhouse. a través del grupo controla otros como  Discovery Communications -Discovery Channel- y Charter Communications).
    - Lee Enterprises (TownNews.com, Howard Publications, Pulitzer, Inc. -uno de los conglomerados históricos, fundado por Joseph Pulitzer-); entre 2000 y 2007 sus cadenas de televisión fueron vendidas, en su mayor parte a Emmis Communications.
    - American Media (National Enquirer, Star, The Globe -no debe confundirse con The Boston Globe-, National Examiner -no debe confundirse con San Francisco Examiner-, Country Weekly, etc.)
    - World Wrestling Entertainment (WWE)
    - Albavisión (posee canales de televisión por toda América Latina -Remigio Ángel González, dirigida desde Los Ángeles-).
    - Hemisphere Media Group

- Canadienses:
  - Canadian Broadcasting Corporation / Société Radio-Canada, radio y televisiones públicas.
  - Postmedia Network (antes Canwest)
  - Bell Media
  - Torstar (Toronto Star)
  - Quebecor Media (Le Journal de Montréal, Le Journal de Québec, 24heures Montreal, TVA Group, Vidéotron, Canoe Inc., Quebecor Media Book Group, etc.)

- Brasileños:[15]
  - Grupo Globo
  - Grupo Abril
  - Grupo Folha
  - Grupo Record
  - Grupo RBS
  - Grupo Bandeirantes
  - Grupo OESP
  - Diários Associados

- Paraguayos:

Grupo AJ VIERCI
- Mexicanos:
  - Grupo Televisa (vinculado a la familia Azcárraga)
  - TV Azteca (vinculado al Grupo Salinas).
  - Grupo Imagen (vinculado al Grupo Empresarial Ángeles)
  - Grupo Multimedios
  - América Móvil (vinculado a Carlos Slim).
  - Grupo MVS
  - Heraldo Media Group
  - Grupo Fómula
  - Grupo Multimedia Lauman
  - SPR

- Salvadoreños:
  - Telecorporación Salvadoreña (vinculado a la familia Eserski).
  - Asociación Ágape de El Salvador (Canal 8, Radio Occidente, Radio Oriente, Radio Luz).
  - Secretaría de Gobernabilidad y Comunicaciones de la Presidencia de El Salvador (Canal 10 - TVES, RNES), radio y televisión pública.
  - Red Salvadoreña de Medios (vínculo de Albavisión).
  - Grupo Megavisión (Canales 19 y 21; Radio Fuego, Radio Corazón, Mega Hits (Ahuachapán), Sonsomix (Sonsonate), Radio La Libertad, La Sabrosa Radio (Usulután), Radio Jiboa (San Vicente), y Mi Radio (Sonsonate)).[16]

- Argentinos:
  - Radio y Televisión Argentina
  - Artear (vinculado al Grupo Clarín)
  - Grupo América
  - Grupo Telefe (vinculado a Paramount Global)
  - Grupo Octubre
  - Editorial Perfil
  - Telecom
  - Kuarzo
  - Grupo Werthein
  - Dori Media Group, antes Yair Dori; tiene presencia en Israel, Suiza, Estados Unidos y otros países de América Latina.

- Ecuatorianos: "El estudio realizado a los medios de comunicación, productoras y agencias ecuatorianas revela que el 30,34% indican pertenecer a un grupo mediático o empresarial... el Estado ecuatoriano se ha convertido en el mayor grupo mediático. Al momento [2013] tiene bajo su administración un total de 19 medios de comunicación... la empresa pública RTV Ecuador clasifica ese conglomerado en tres: los medios públicos, los de gobierno y los incautados (antes de los hermanos William y Roberto Isaías, ex accionistas de Filanbanco). En dicha clasificación se encuentran diarios como El Telégrafo, PP El Verdadero y El Ciudadano. Conforme ... el Mapa de Comunicación, se aprecia que en Ecuador el 54,39% de los diarios manifestaron no pertenecer a un grupo empresarial... El diario La Hora representa el 30.77% de los medios impresos que están dentro de un grupo mediático; el grupo El Universo, Hoy, EDIASA S.A. y EDITOGRAN s. A. el 7,69%, y, finalmente el resto de diarios el 3,85%... Entre las 44 revistas consultadas, 18 pertenecen a un grupo mediático. El mayor editor de revistas en Ecuador es el Grupo Vistazo... Le sigue Dinediciones".[17]
  - Medios Públicos EP
  - Grupo RTS
  - Grupo EcuaLink
  - Grupo Teleamazonas

- Peruanos:
  - Grupo RPP
  - Grupo ATV (vinculado a Albavisión)
  - Grupo El Comercio
  - Instituto Nacional de Radio y Televisión del Perú

- Bolivianos
  - ATBMedia (incluye ATB Digital, ATB y ATB Radio, además de El Nuevo Día, La Razón y Extra)
  - Ecor Ltda. (incluye Unitel, Cadena A, Canal Rural Bolivia, Eres Radio y Radio Disney)
  - Grupo Kuljis (incluye a Red Uno)

- Chilenos
  - El Mercurio Sociedad Anónima Periodística (vinculado a la familia Edwards)
  - Copesa (vinculado al Grupo Saieh)
  - Canal 13 (posee a la filial Secuoya Chile y vinculado al Grupo Luksic)
  - RDF Media (vinculado al Grupo Luksic)
  - Mega Media (posee a la filial Producciones Megavisión Ltda. y vinculados al grupo Bethia
  - Compañía Chilena de Comunicaciones
  - Bio Bio Comunicaciones (Radio Bio Bio, Canal 9 Bío-Bío Televisión, Radio Punto 7, Radio El Carbón, Bío-Bío TV)
  - Ibero Americana Radio Chile (vinculado al Grupo Prisa)
  - No hay un conglomerado público financiado por el Estado (Televisión Nacional de Chile, autofinanciada)

- Colombianos:
  - RTVC Sistema de Medios Públicos, radiotelevisión pública (sucesora de Inravisión)
  - Caracol Radio (vinculado al grupo español Prisa)
  - Caracol Televisión y Blu Radio (vinculado al grupo Valorem)
  - RCN (RCN Radio y Televisión), vinculados a la Organización Ardila Lulle
  - Todelar Radio
  - Radiópolis
  - Organización Radial Olímpica (vinculado al Grupo Empresarial Olímpica)

- Venezolanos:
  - Sistema Bolivariano de Comunicación e Información, público; TeleSUR también es de propiedad estatal (compartida con los Estados de Cuba y Nicaragua).
  - Cisneros Media (vinculado al Organización Cisneros)
  - Los principales periódicos no están incluidos orgánicamente en un grupo de comunicación (Diario VEA -propiedad del Estado-, El Universal -familia Mata hasta 2014-, El Nacional -familia Otero-)

- Cubanos; controlados por el Estado y el Partido (Instituto Cubano del Libro -Pueblo y Educación, Editorial Gente Nueva, Arte y Literatura, Ciencias Sociales, Editorial Científico-Técnica, Orbe, Casa de Las Américas, Unión, Editora Política-, Instituto Cubano de Radio y Televisión, Granma, Juventud Rebelde, etc.)

### Asia
- Monarquías del Golfo:
  - Con sede en Doha, pero con presencia en todo el mundo árabe e islámico, Al Jazeera Media Network (Al Jazeera, beIN Media Group); fundado por la familia real catarí.
  - Con sede en Dubái:
    - OSN, vinculado a dos holding de inversiones: KIPCO (kuwaití) y Mawarid (saudí).
    - Middle East Broadcasting Center vinculado a Emiratos Árabes y Arabia Saudí.

  - Con sede en Jedda, Arab Radio and Television Network.
- Indios:
  - Las distintas productoras de Bollywood
  - The Times Group
  - Living Media
  - ABP Group (Ananda Publishers)
  - Indian Express Limited, vinculada a la familia Goenka
  - All India Radio, público
  - Malayala Manorama Group (Malayala Manorama y otros)
  - Daily Thanthi Group
  - The Hindu Group (The Hindu)
  - Sun Group
- Japoneses:
  - NHK, conglomerado público de radio y televisión
  - Yomiuri (Yomiuri Shimbum -prensa-, Nippon Television, Chuokoron-Shinsha -editorial-, etc.)
  - Sony, multinacional industrial muy diversificada (Sony Pictures, Sony Music, Associated Television -ATV-, etc.)
- Chinos, la práctica totalidad estatales (Diario del Pueblo, Televisión Central de China, agencia Xinhua).
  - Shanghai Media & Entertainment Group
  - 上海文广新闻传媒集团, Shànghǎi Wénguǎng Xīnwén Chuánméi Jítuán ("grupo de medios de Shanghai", en inglés Shanghái Media Group.
  - 深圳广播电影电视集团 Shēnzhèn Guǎngbō Diànyǐng Diànshì Jítuán ("grupo de medios de Shenzen", en inglés Shenzhen Media Group).
  - Medios de comunicación de Hong Kong, que por su particular condición jurídico-política mantienen un grado mayor de independencia.
  - Taiwaneses:
  - 中國廣播公司 Zhōngguó Guǎngbō Gōngsī ("Corporación China de Retransmisiones" o Broadcasting Corporation of China), inicialmente pública, se ha privatizado, pasando a formar parte del conglomerado 中国时报 Zhōngguó Shíbàoī ("Tiempos de China" o China Times en inglés).

- Surcoreanos:
  - CJ ENM

- Filipinos:
  - ABS-CBN (vinculado a la familia López)
  - GMA Network (vinculado a LA familia Gozon)
  - PLDT (vinculado a Manuel V. Pangilinan)

- Tailandés:
  - GMM Grammy
  - JKN Global Group

### Europa
- Británicos:
  - British Broadcasting Corporation (BBC) e Independent Television Commission (ITV), corporaciones públicas de radio y televisión.
  - News UK (Daily Mail)
  - Trinity Mirror (Daily Mirror, Sunday Mirror, The People, Sunday Mail, Daily Record, también posee el conglomerado Local World).
  - Guardian Media Group (GMG, The Guardian, The Observer)
  - Press Holdings (Telegraph Media Group, Daily Telegraph, Sunday Telegraph, The Spectator)
  - Newsquest (Evening Times, The Herald), está vinculado al grupo estadounidense Gannet.
- Irlandeses:
  - RTÉ radios y televisiones públicas.
  - Independent News & Media
- Italianos:
  - RAI, corporación pública de radio y televisión.
  - MFE-MediaForEurope (Mediaset, Silvio Berlusconi)
  - RCS MediaGroup (Il Corriere della Sera, Rizolli), desde julio de 2016 vinculada a Investindustrial (Andrea Bonomi) y desde agosto de 2016 a Cairo Communication (Urbano Cairo).[18]
- Vaticanos: aunque no hay un conglomerado empresarial definido como tal, la Santa Sede (que puede considerarse el iniciador de la moderna política de comunicación con Propaganda Fide desde 1622) tiene una activa política mediática a través de L'Osservatore Romano, Radio Vaticano, el Centro Televisivo Vaticano, la Librería Editora Vaticana y el Servicio Vaticano de Internet;[19] con influencia en las comunidades católicas de todo el mundo. El Secretariado de Comunicaciones se ha establecido en 2015, aunque previamente existían el Pontificio Consejo para las Comunicaciones Sociales y la Oficina de prensa de la Santa Sede.
- Alemanes:
  - ARD "consorcio de instituciones públicas de radiodifusión de la República Federal de Alemania", que incluye radio y televisión.
  - Bertelsmann (RTL Group, Gruner + Jahr o G+J, -Stern, GEO, Brigitte, Capital, etc.-, FremantleMedia, Be Printers, Penguin Random House, Santillana)
  - Verlagsgruppe Weltbild (Weltbild)
  - Axel Springer SE (Die Welt, Bild)
  - Südwestdeutsche Medien Holding (Süddeutsche Zeitung, Sonntag Aktuell, Stuttgarter Zeitung, Südthüringer Zeitung, Freies Wort, Frankenpost, Neue Presse, etc.)
  - ProSiebenSat.1 Media
  - Una de las principales cabeceras, Frankfurter Allgemeine Zeitung, no pertenece a ningún grupo mediático, sino a una fundación privada que tiene como propósito garantizar su independencia.
- Franceses:
  - France Télévisions, corporación pública de radio y televisión (incluye a Radio France). La agencia France-Presse tiene una consideración jurídica especial (organisme autonome doté de la personnalité civile).
  - Lagardère Media (Hachette, Larousse, Elle, Paris Match, Europe 1, Gulli, MCM, Grupo Anaya -Alianza Editorial-)
  - Vivendi (Universal Music Group, Groupe Canal+)
  - Bouygues (Bouygues Telecom, Groupe TF1 -el primer canal de la televisión pública fue privatizado en 1987-).
- Belgas:
  - Belgacom, de propiedad estatal.
  - Concentra Media Groep (Tony Baert)
  - Corelio (Christian Leysen)
  - De Persgroep (Christian Van Thillo)
  - Roularta Media Group (Rik De Nolf)
  - Sanoma
  - SBS Broadcasting Group (De Vijver Media)
  - Telenet  (Liberty Global)
  - VRT (región flamenca)
  - Rossel et Cie
  - VOO (TECTEO) (región valona)
  - SFR (Ypso)
  - RTBF (francófona)
  - RTL Group (Bertelsmann)
  - Groupe IPM (Patrice Le Honey)
  - AB Groupe (Claude Berda)
  - Lagardère
- Suecos:
  - Bonnier Group
- Noruegos:
  - Schibsted
- Rusos: Anteriormente controlados a través de distintas organizaciones del Partido o el Estado (Medios de comunicación del Bloque del Este), en la actualidad algunas de las principales cabeceras de prensa son de propiedad estatal (Rossíiskaya Gazeta) y otras están privatizadas (Izvestia, Komsomolskaya Pravda).
  - Compañía estatal de televisión y radioemisora de toda Rusia (pública)
  - CTC Media
  - Gazprom-Media (división de medios de Gazprom)
  - RBC Information Systems
- Portugueses:
  - Impresa (SIC, Expresso, etc.)
  - Medialivre
  - NOS, vinculado a Portugal Telecom.
  - Global Media Group (Diário de Notícias, Jornal de Notícias, O Jogo, Açoriano Oriental, TSF Rádio Notícias)
  - Media Capital (TVI, Radio Comercial, Cidade FM, M80 Radio, Lux, Maxmen, Portugal Diário, Agência Financeira, MaisFutebol, IOL), vinculado al grupo español Prisa.
  - Hay un conjunto de medios estatales o paraestatales, como Rádio e Televisão de Portugal y Lusa - Agência de Notícias de Portugal.[20]
- Españoles::[21]  · · Anexo:Grupos mediáticos españoles · (Q5886739)
  - Corporación de Radio y Televisión Española (RTVE -cadenas públicas estatales de radio y televisión-). Durante el franquismo funcionó la Prensa del Movimiento. Desde la conformación del Estado autonómico funcionan radios y televisiones públicas de ámbito autonómico (asociadas en FORTA, pero gestionadas de forma independiente por cada Comunidad Autónoma: Corporación Catalana de Medios Audiovisuales, Euskal Irrati Telebista, Corporación Radio e Televisión de Galicia, Ente Público Radio Televisión Madrid, Radio y Televisión de Andalucía, etc.;  Radiotelevisión Valenciana se cerró y se prevé su reconstrucción como Corporación Valenciana de Medios de Comunicación). Aunque el resto de los canales de televisión y radios son privados, dependen de concesiones públicas del espacio radioeléctrico[22] (televisión terrestre en España, televisión por satélite en España, demarcación de cable en España, radio en España); la actividad de muchas otras empresas, sobre todo radiofónicas, se mantiene de forma irregular.[23] Las leyes españolas de prensa permiten la libre actividad en el sector de la prensa escrita, pero las transformaciones económicas y tecnoloógicas han producido una reducción del número de cabeceras (sobre todo en la prensa local) y las tiradas en papel; mientras que la prensa digital tiene también graves problemas financieros. La agencia EFE continúa siendo de propiedad estatal (SEPI).
  - Mediaset España (Telecinco, Cuatro); propiedad de MFE-MediaForEurope
  - Grupo Planeta (Editorial Planeta, Atresmedia -Antena 3, La Sexta, Onda Cero-, La Razón); vinculado a la familia Lara. Atresmedia está relacionado con la productora Imagina (Globomedia y Mediapro)
  - Mediapro (La Sexta, Antena 3, Antena 3 Internacional, Gol, Ubeat)
  - Grupo Prisa (El País, As, Cinco Días, Cadena SER); estuvo relacionado sucesivamente con los grupos Canal +, Telefónica (Sogecable-Vía Digital-Movistar) y Mediaset.[24]
  - Unidad Editorial (Marca, El Mundo, Expansión); vinculado al grupo italiano RCS (Rizolli).
  - Vocento (ABC -vinculado a la familia Luca de Tena-, El Correo, El Norte de Castilla, XL Semanal); mantiene relaciones con el grupo mediático de la conferencia episcopal española (COPE, 13TV, Popular TV)
  - Grupo Godó (La Vanguardia, RAC1, RAC105, 8TV, MAGAZINE, RAC105 TV, BARÇA TV,  El Mundo Deportivo); vinculado a la familia Godó, centra su actividad en Cataluña, España y SudAmerica
  - Grupo Zeta (El Periódico, Sport, Intervíu); vinculado a la familia Asensio, centra su actividad en Cataluña.
  - Grupo Heraldo[25] (El Heraldo de Aragón, 20 minutos).
  - Grupo Noticias[26] (Deia, Onda Vasca); centra su actividad en el País Vasco.
  - Grupo Voz (La Voz de Galicia, Radio Voz, VTelevisión); centra su actividad en Galicia.
  - Grupo Joly (Diario de Cádiz, de Jerez, de Sevilla, de Almería, Málaga Hoy, Granada Hoy, Europa Sur); centra su actividad en Andalucía.
  - Prensa Ibérica (El Faro de Vigo, La Nueva España, La Opinión de La Coruña, de Granada, de Málaga, de Murcia, de Tenerife, de Zamora, Levante, Diario de Gerona, de Ibiza, de Mallorca, Superdeporte); actividad en distintas provincias.
  - Promecal[27] (Diario de Burgos, de Ávila, Palentino, La Tribuna de Albacete, de Guadalajara, de Ciudad Real, de Cuenca, El Día de Valladolid, de Segovia, de Soria, Castilla y León Televisión, Sumando Comunicación); actividad en distintas provincias. En radio está vinculado a Onda Cero. Hay alguna relación con El Adelantado de Segovia.[28]
  - Grupo Libertad Digital[29] (Libertad Digital, esRadio, LibreMercado)
  - Grupo Intereconomía (Intereconomía TV, Radio Intereconomía, La Gaceta, Punto Pelota).
  - RBA (productos editoriales).
  - SM (productos editoriales; vinculada a los marianistas).

### África
- Egipcios: (es destacable que, como en el resto del mundo árabe e islámico, son muy seguidos los medios árabes).
  - ERTU y Nile TV, radiotelevisión pública.
  - Egyptian Media Production City, con parte del capital público y privado
  - Egyptian Arts Group
- Marroquíes:
  - Sociedad Nacional de Radiodifusión y de Televisión, radiotelevisión pública (2M TV y Medi 1 TV también están vinculadas al Estado, como la agencia Maghreb Arabe Presse).
  - Eco-Médias (Assabah,L'Économiste, Atlantic radio, Eco-Print); vinculado al rey de Marruecos y a un grupo de empresarios franceses.
  - Massae Media (Al Massae)
- Nigerianos: Desde la independencia hasta finales del siglo XX la mayor parte de los medios eran estatales, excepto algunas cabeceras periodísticas (Nigerian Tribune, The Punch, Vanguard, y Guardian); en los primeros años del siglo XXI se produjo una creciente aparición de nuevos medios, que pasan del centenar. News Agency of Nigeria (NAN) es de propiedad estatal. La estructura federal del país hace que los medios públicos de algunos estados puedan entrar en conflicto entre sí o con las autoridades centrales.[30]
  - DAAR Communications Plc (Africa Independent Television, Ray Power), vinculado a Raymond Dokpesi.
- Sudafricanos:
  - South African Broadcasting Corporation, radios y televisiones públicas
  - Naspers
  - Times Media Group, antes Johnnic Communications y Avusa.
  - Primedia
- Nation Media Group (Kenia, Uganda, Tanzania -fundado por el Aga Khan IV en 1959-).
- Además del Aga Khan, Patrick Quarcoo (con presencia en Ghana, Kenia, Uganda...), Chris Kirubi y Uhuru Kenyatta han sido definidos como "media moguls" de Kenia.[31]

### Oceanía
- Australia:
  - La división australiana de News Corp (Murdoch, que es originario de Australia).
  - Fairfax Media; también con presencia en Nueva Zelanda.
  - Rural Press
  - Australian Broadcasting Corporation, radios y televisiones públicas.
  - Nine Entertainment Co.
  - Seven West Media
  - Ten Network Holdings